# Zoraida ephemeralis
Zoraida ephemeralis är en insektsart som först beskrevs av Walker 1870.  Zoraida ephemeralis ingår i släktet Zoraida och familjen Derbidae. Inga underarter finns listade i Catalogue of Life.